# Rumex subarcticus
Rumex subarcticus är en slideväxtart som beskrevs av Ernest Lepage. Rumex subarcticus ingår i släktet skräppor, och familjen slideväxter. Inga underarter finns listade i Catalogue of Life.